# 미호 트레센

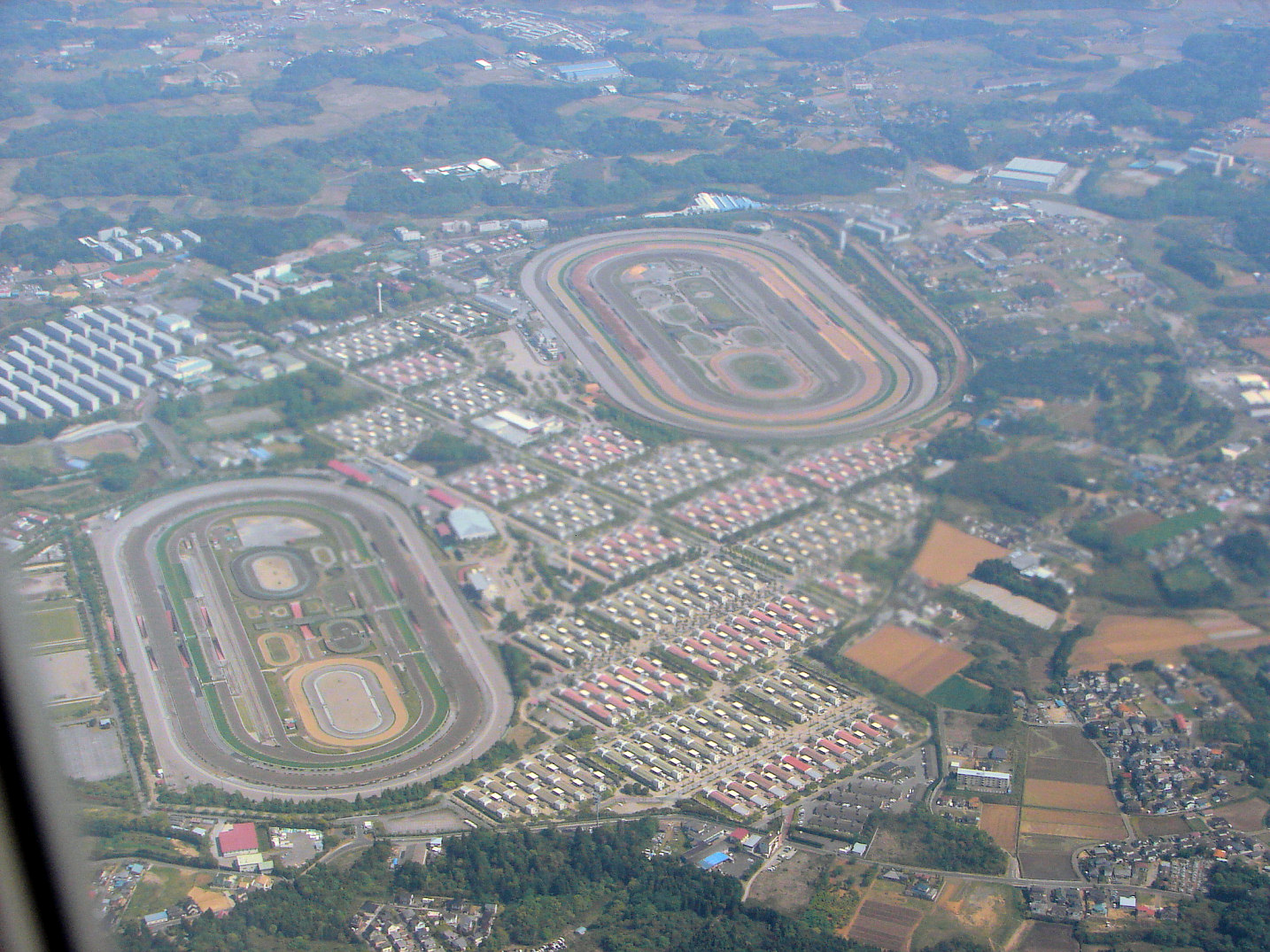

미호 트레이닝센터(일본어: 美浦トレーニングセンター)는 이바라키현 이나시키군 미호촌에 소재한 일본중앙경마회(JRA) 시설(트레센)이다. 중앙경마 동일본지구의 조교거점이다.
미호 트레센은 경주마의 단련・조교를 목적으로 설치된 트레센 가운데 일본국내 최대규모 시설이며, 남・북 구사구획 도합 2600 마리 이상의 경주마를 수용 가능하다. 조교 코스는 구사들과 마장공원을 사이에 둔 형태로 남북 2곳에 총 7개 트랙이 설치되어 있다.
부지 내에는 경주마 트레이닝을 위한 시설 뿐 아니라 경마 관계자와 그 가족의 생활공간도 설치되어 있어, 트레센에서 인마를 모두 집약관리하는 시스템으로 되어 있다. 본 시설에는 시설에 소속된 관계자・기수・JRA 직원 등과 그 가족 약 5,000명이 살고 있으며, 이는 미호촌 인구의 약 30%에 달한다. 트레센이 소재한 미호촌에는 마구 전문점, 쇼핑센터, 간이우체국, 진료소 등이 설치되어 있어 경마 관계자와 그 가족의 생활 대부분을 트레센 안팎 주변지역에서 마칠 수 있는 시스템이 구축되어 있다.
경주의 공정성 확보와 방역을 위해 구사와 코스가 있는 구역에는 입퇴장 게이트가 설치되어 무허가 외부인의 출입이 엄격히 제한된다. 외부인이 업무구역에 출입할 수 있는 기회는 정기적으로 기획되는 시설견학 투어와 대형 경주 전에 개최되는 공개조교 등의 이벤트 기획으로 한정된다.
양대 트레센의 시설 내실화가 이루어진 1980년대 이래로 미호 트레센 소속의 관동마는 릿토 트레센 소속의 관서마에 비해 승리수와 흭득상금 규모가 크게 뒤지고 있다. 이 상황을 일기예보의 기압배치에 빗대어 “서고동저”(西高東低)라고 한다. 서고동저 현상의 원인은 미호 트레센이 오랫동안 언덕길 코스가 미비했고 교통접근성이 나쁜 등, 릿토 트레센에 비해 시설이 열악하기 때문이라고 지적되고 있다. 이 때문에 유력 마주가 좋은 말은 릿토에 맡기는 경향이 생기면서 악순환이 만들어졌다. 2000년대 이후에는 미호 트레센 소속 경주마를 레이스 몇주 전부터 릿토 트레센에 수송시켜 릿토에서 단련시키는 “릿토 유학”(栗東留学)이 정착되기에 이르렀다. 이런 상황에서 미호 소속 조교사는 흭득상금의 침체로 인해 경영난에 시달리고, 마주에게 경주마를 받지 못해 폐업하는 마방이 늘어나는 등 미호 트레센 자체가 불량자산화되어가고 있다.